# San Fernando (Camarines Sur)
Pour les articles homonymes, voir San Fernando.
San Fernando est une municipalité de la province de Camarines Sur, aux Philippines.